# Будяк лопуховий
Будяк лопуховий (Carduus personata) — вид рослин із родини айстрових (Asteraceae).

## Біоморфологічна характеристика
Багаторічна рослина 50–150 см заввишки, переважно гілляста вгорі. Стебло колюче крилате. Листки м'які, зелені зверху, знизу ± сіро повстяні, верхні нерозділені, широко-яйцювато-ланцетні, зубчасті, нижні глибоко перисторозділені. Квітки пурпурові. Квіткові голови в кластерах, 1.5–2.5 см в поперечнику. Плоди 3–4.3 × 1.5–1.8 мм, зворотно-яйцюваті чи зворотно-конічні, поверхні гладка, поздовжньо жолобчаста, злегка блискуча, темно-сіра. 2n=18,22.

## Середовище проживання
Зростає у Європі (Франція, Німеччина, Швейцарія, Австрія, Ліхтенштейн, Італія, Польща, Чехія, Словаччина, Словенія, Хорватія, Боснія та Герцеговина, Сербія та Косово, Чорногорія, Македонія, Албанія, Греція, Болгарія, Румунія, Україна).
В Україні вид росте у лісах, на узліссях та полянах — у Карпатах, Прикарпатті та Розточчя-Опіллі.